# Episodi di Richard Diamond (prima stagione)
La prima stagione della serie televisiva Richard Diamond è andata in onda negli Stati Uniti dal 1º luglio 1957 al 23 settembre 1957 sulla CBS.
| nº | Titolo originale        | Prima TV USA      | Titolo italiano | Prima TV Italia |
| -- | ----------------------- | ----------------- | --------------- | --------------- |
| 1  | The Mickey Farmer Case  | 1º luglio 1957    |                 |                 |
| 2  | Custody                 | 8 luglio 1957     |                 |                 |
| 3  | Escape from Oak Lane    | 15 luglio 1957    |                 |                 |
| 4  | The Homicide Habit      | 22 luglio 1957    |                 |                 |
| 5  | Picture of Fear         | 29 luglio 1957    |                 |                 |
| 6  | Hit and Run             | 5 agosto 1957     |                 |                 |
| 7  | The Big Score           | 12 agosto 1957    |                 |                 |
| 8  | The Chess Player        | 19 agosto 1957    |                 |                 |
| 9  | The Torch Carriers      | 26 agosto 1957    |                 |                 |
| 10 | The Pete Rocco Case     | 9 settembre 1957  |                 |                 |
| 11 | Venus of Park Avenue    | 16 settembre 1957 |                 |                 |
| 12 | The Merry-Go-Round Case | 23 settembre 1957 |                 |                 |

## The Mickey Farmer Case
- Prima televisiva: 1º luglio 1957
- Diretto da: Roy Delruth
- Scritto da: Richard Carr

### Trama
- Guest star: Christopher Dark (Mickey Farmer), Lewis Charles (Weasel McHenry), Vic Perrin (Smith), Virginia Stefan (Sally Caine)

## Custody
- Prima televisiva: 8 luglio 1957
- Diretto da: Tom Gries
- Scritto da: Ellis Marcus

### Trama
- Guest star: David McMahon (ispettore), Eve Miller (Kay Wilson), Robert Quarry (Arnie Bullock), Gail Kobe (Phoebe), Maura Murphy (Jean Bullock), Cheryl Callaway (Marjorie Bullock), Regis Toomey (tenente McGough)

## Escape from Oak Lane
- Prima televisiva: 15 luglio 1957
- Diretto da: Tom Gries
- Scritto da: Edmund Morris

### Trama
- Guest star: Burt Masters (Glenn Carpenter), S. John Launer (dottor Norton), Hugh Brooke (dottor Forrest), Jeanette Nolan (dottor Tesla), Christine White (Elaine Carpenter)

## The Homicide Habit
- Prima televisiva: 22 luglio 1957
- Scritto da: Phillip MacDonald

### Trama
- Guest star: Peter Hansen (Tim Wilson), Osa Massen (Janet Morrissey), Patricia Donahue (Mindy Parker), Robert Brubaker (Larry Parker)

## Picture of Fear
- Prima televisiva: 29 luglio 1957
- Diretto da: Oscar Rudolph
- Scritto da: David Chantler

### Trama
- Guest star: Robert J. Nelson (Trooper), George N. Neise (Adams), James Nolan (Harry Carlin), Judith Braun (Nancy Miller/Harriet Talbot)

## Hit and Run
- Prima televisiva: 5 agosto 1957
- Diretto da: Oscar Rudolph
- Scritto da: Ellis Kadison

### Trama
- Guest star: Dennis Moore (Motorcycle Cop), Bud Slater (Bob Winters), Dawn Richard (Laurie Gates), Bill Erwin (sergente Riker), Nick Dennis (Chico Burns), Tommy Cook (Baron), Grant Richards (Joe Wells), Regis Toomey (tenente McGough)

## The Big Score
- Prima televisiva: 12 agosto 1957
- Diretto da: Oscar Rudolph
- Scritto da: David Chantler

### Trama
- Guest star: Thomas Browne Henry (Edgar), Doris Singleton (Mrs. Farrell), Robert Carson (Farrell), Don Keefer (Reagan), John Eldredge (Graham), Herb Vigran (Johnson)

## The Chess Player
- Prima televisiva: 19 agosto 1957
- Diretto da: Mark Sandrich, Jr.
- Scritto da: Ed Adamson

### Trama
- Guest star: George Baxter (Thaddeus Tyler), Madeleine Taylor Holmes (Araminta Tyler), Lawrence Dobkin (Warburton Flagge), Jonathan Hole (Colin Tyler), Catherine McLeod (Mildred Tyler), Vaughn Taylor (Julian Tyler), Ross Elliott (Norman Devitt)

## The Torch Carriers
- Prima televisiva: 26 agosto 1957
- Diretto da: Bernard L. Kowalski
- Scritto da: Gene Levitt

### Trama
- Guest star: Bill Erwin (sergente Riker), Regis Toomey (tenente McGough), Richard Reeves (Reed), John Doucette (Corky), John Beradino (Marty Stopka), Gloria Saunders (Virginia Malcolm), Phyllis Avery (Nancy Cooper)

## The Pete Rocco Case
- Prima televisiva: 9 settembre 1957
- Diretto da: Bernard L. Kowalski
- Scritto da: Richard Carr

### Trama
- Guest star: Bill Erwin (sergente Riker), Regis Toomey (tenente McGough), Anne Neyland (cameriera), Marvin Press (Elmer Nacy), Marga Ann Deighton (Ma Rocco), Charles Bronson (Dan Rocco), Richard Devon (Pete Rocco)

## Venus of Park Avenue
- Prima televisiva: 16 settembre 1957
- Diretto da: Mark Sandrich, Jr.
- Scritto da: David Chantler, George Worthing Yates

### Trama
- Guest star: Betty Harford (Vera), Ivan Bonar (Vance), Harry Harvey (Chambers), Addison Richards (Carl Evanson), Edgar Barrier (Durant), Julie Van Zandt (Alex Bowers)

## The Merry-Go-Round Case
- Prima televisiva: 23 settembre 1957
- Diretto da: Roy Delruth
- Scritto da: Richard Carr

### Trama
- Guest star: Bill Erwin (sergente Riker), William F. Leicester (Rupert Miller), Leonard Bremen (Breezy Jones), Gloria Winters (Jane Thomas), Lugene Sanders (Eve Miller), Nancy Marshall (Marilyn Milhoan), Regis Toomey (tenente McGough), James Best (Jack Milhoan)